# Die Brut des Teufels
Die Brut des Teufels (jap. メカゴジラの逆襲, Mekagojira no gyakushū, dt. „Mechagodzillas Gegenangriff“), im deutschen Fernsehen als Godzilla und der Kampf der Titanen ausgestrahlt, ist ein japanischer Monsterfilm von 1975 aus der fiktionalen Welt um die Figur des Godzilla. Er ist die Fortsetzung des Films King Kong gegen Godzilla von 1974 und die letzte eigenständige Regiearbeit des Regisseurs Ishirō Honda. Die Brut des Teufels beendet zudem die Showa-Reihe, obwohl diese Ära in Japan erst im Januar 1989 mit dem Tod des bis dahin amtierenden Tennōs Hirohito endete und 1984 mit Godzilla – Die Rückkehr des Monsters noch ein Film folgte.

## Handlung
Einige Zeit nach dem Kampf zwischen Godzilla und König Caesar gegen den von Außerirdischen vom Planeten Black Hole gebauten Riesenroboter Mechagodzilla auf Okinawa sucht das Expeditions-U-Boot Akatsuki vor der Küste nach den zerstörten Überresten des im Meer versunkenen Roboters. Obwohl dieses an der richtigen Stelle sucht, lassen sich trotz moderner Radartechnologie weder die Überreste noch Spuren des Roboters auffinden. Das Boot wird daraufhin von einem gigantischen Strudel erfasst, welcher das Boot an die Oberfläche zieht. Der Strudel wurde von einem gigantischen Dinosaurier ausgelöst, welcher zugleich auftaucht, das Boot wieder in die Tiefe reißt und es dort zerstört. Die Insassen können jedoch, bevor sie alle von der Explosion getötet werden, einen Notruf absetzen.
Die Aufnahmen werden daraufhin bei Interpol in Tokio analysiert. Hierzu wird auch der Biologe und Ozeanologe Akira Ichinose hinzugezogen, um bei der Aufklärung des Falles zu helfen. Bei der Auswertung ist ihnen klar, dass die Insassen des Bootes Aufschluss geben, dass dieses nicht etwa wie zuerst vermutet durch technische Mängel oder einem gigantischen Fisch, sondern von einem riesigen Dinosaurier angegriffen wurde. Ichinose und der Interpol-Agent Jiro Murakoshi werden daher mit der Aufklärung des Falls beauftragt.
Zur gleichen Zeit treffen sich die beiden führenden Black Hole-Außerirdischen Mugal und sein Untergebener Tsuda in einem Hotel in Tokio. Beide wollen die Erde erobern und die Menschheit vernichten, um von ihrem Heimatplaneten zu fliehen, welcher kurz vor der Zerstörung steht, und sich auf der Erde niederlassen. Tsuda berichtet zudem von dem Wissenschaftler Dr. Shinji Mafune, welcher sich für ihre Pläne als nützlich erweist. Mafune war ein brillanter und angesehener Wissenschaftler, der für seine Arbeit an der Urbarmachung des Ozeans und der Theorie zur Kontrolle von Tieren sehr kontrovers diskutiert wurde. Als er später auf dem Grund des Ozeans einen Dinosaurier fand, den er Titanosaurier nannte und öffentlich angab, ihn kontrollieren zu können, glaubte ihm niemand und er wurde vom Institut, wo er vorher gearbeitet hatte, gefeuert. Seitdem hat sich der nach Rache sehnende Wissenschaftler von der Menschheit abgewandt. Mafune gelangt so auch ins Visier von Interpol.
Ichinose und Murakoshi suchen daher sein früheres Anwesen nahe Manazuru auf und treffen dort auf Katsura Mafune, der Tochter des Wissenschaftlers, von der Ichinose sofort angetan ist. Diese gibt jedoch an, dass ihr Vater vor fünf Jahren verstarb und sie all seine Dokumente nach seinem Tod verbrannt hatte. Ichinose und Murakoshi ziehen daher unverrichteter Dinge ab, doch der Interpol-Agent ahnt, dass da etwas nicht stimmt. Damit hat er recht, denn in einem versteckten Labor innerhalb des Hauses feiert Mafune mit Tsuda den erfolgreichen Einsatz des Kontrollgeräts, welches Tsuda und seine Gefährten finanziell unterstützten. Katsura warnt ihren Vater, was Tsuda dazu veranlasst, beide in das Hauptquartier der Außerirdischen einzuladen. Dieses liegt versteckt in der Bergkette des Amagi in Shizuoka. Dort erkennt Mafune die wahre Identität Tsudas, als er die Überreste Mechagodzillas erblickt, welcher gerade mithilfe von Zwangsarbeitern, denen man die Stimmbänder durchtrennt hat, zusammengebaut wird. Dabei lernt Mafune auch Mugal kennen, der dem Wissenschaftler die Zusammenarbeit anbietet und um die Nutzung seines Kontrollsgerätes bittet, was Mafune bejaht. In diesem Moment gelingt es einem der Zwangsarbeiter zu fliehen. Er trifft auf der Flucht, unbemerkt von seinen außerirdischen Verfolgern, einen Kanalarbeiter, dem er ein Stück Weltraumtitan in die Hand drückt, ihn bittet, dieses Interpol zu geben und ins Versteck zurückdrückt. Kurz darauf wird er gefasst und getötet.
Im Archiv des Ozeanischen Institut gelang es Ichinose derweil mithilfe seiner Kollegin Yuri Yamamoto an Notizen von Dr. Mafune zu kommen, in denen der Titanosaurier eigentlich als friedlich beschrieben wird. Daher wird eine zweite Expedition zum Meeresgrund geplant, um den Saurier genauer zu untersuchen. Der Ingenieur Yûichi Wakayama soll das Boot mit einem stärkeren Echolot ausrüsten anstatt mit Waffen, um so das Boot schneller zu machen und somit genügend Zeit zur möglichen Flucht geben. Kurz darauf empfängt er Katsura, die Ichinose zur Aufgabe der Untersuchung bewegen will. Ichinose, der sich in Katsura verliebt hat, lehnt dies aber ab, da er zusätzlich beweisen will, dass ihr Vater recht hat und erzählt ihr von der zweiten Expedition, was Katsura nur noch verzweifelter werden lässt. Ein Informant, der Katsura nachspioniert hat, erzählt ihrem Vater von dem Treffen und warnt sie vor Ichinose, der nicht an dessen Bemühungen glaubt. Mafune kann die Reparaturarbeiten von Mechagodzilla weitestgehend abschließen, was Mugal sehr erfreut, dennoch erklärt Mafune, dass Mechagodzilla ohne eine intakte und intelligente Gehirnzellenstruktur weit von seiner Perfektion entfernt ist. Mural stellt daraufhin diskret die Glaubwürdigkeit von Katsura in Frage, was Mafune verärgert.
Einige Zeit später ist die Expedition startklar und die Akatsuki II soll auslaufen. Ichinose kontaktiert daher Katsura, die jedoch nicht dabei anwesend sein wird. Das Gespräch wird daraufhin von Tsuda unterbrochen und Katsura will Ichinose warnen, wird jedoch vom Außerirdischen gestoppt und mit einem Strahl gelähmt. Er erinnert sie an ihren Tod, woraufhin in einem Flashback gezeigt wird, wie Mafune und seine Tochter die Arbeiten am Kontrollgerät abschließen. Bei der Aktivierung erleidet Katsura jedoch einen tödlichen Stromstoß und wird kurz danach von Tsuda und einigen Gefährten mitgenommen und in einer komplizierten Operation zum Cyborg umfunktioniert. Wieder zurück in der Gegenwart hetzen Tsuda und Katsura den Titanosaurier auf das U-Boot. Die Situation scheint hoffnungslos für Ichinose und die anderen Bootsinsassen, als er versehentlich einen Sonarstoß aussendet, der den Titanosaurier lähmt und das Boot somit fliehen kann. Als Ichinose dies berichtet, ist Wakayama bereit, mit einem Super-Sonar eine wirksame Waffe gegen den Titanosaurier zu bauen. Währenddessen untersuchen Ichinose und Murakoshi noch einmal die Umgebung des Mafune-Anwesens. Einige Handlanger der Außerirdischen können Ichinose dabei umzingeln und drohen ihn zu töten, der Biologe wird jedoch von Murakoshi gerettet, worauf beide fliehen können.
Katsura gibt Ichinose daraufhin weitere Dokumente, um ihn auszuspionieren. Mafune ist festentschlossen, den Titanosaurier als Waffe seiner Rache einzusetzen und hetzt ihn, ohne Absprache mit den außerirdischen Verbündeten, auf Yokosuka, wo auch die Arbeiten am Super-Sonar durchgeführt werden. Während des Angriffs des Sauriers können Katsura und ein Untergebener das Gerät sabotieren, weswegen die Stadt dem Angriff schutzlos ausgeliefert ist. Für Mugal ist der Angriff eine Gelegenheit, da Godzilla in Yokosuka auftaucht und den Titanosaurier angreift. Mugal rechnet damit, dass Godzilla den Titanosaurier bekämpft und tötet, damit Mechagodzilla seinerseits mit einer neuen Superstrahlenkanone den geschwächten Godzilla spielend leicht erledigt. Derweil wurden Katsura und ihr Begleiter gestellt, worauf Murakoshi Katsura anschießt, die daraufhin eine Klippe runterstürzt. Um sie zu retten, bricht Mafune den Angriff ab, damit der Titanosaurier sie rettet.
Ichinose ist fassungslos über Katsuras vermeintlichen Verrat und glaubt, dass mehr dahinter steckt und will sie zur Rede stellen. Vor dem Anwesen wird er von den Außerirdischen gefangen genommen. Katsura wird derweil erneut von Tsuda gerettet, der ihr bei der Gelegenheit eine Kontrolleinheit für Mechagodzilla einsetzt. Der zutiefst bestürzte Mafune kann nichts dagegen tun, da Tsuda ihr erneut das Leben rettete. Da somit die Vorbereitungen zum Angriff auf die Menschheit abgeschlossen sind, aktivieren Mugal und Katsura im Mafune-Anwesen Mechagodzilla, der sich dem Titanosaurier zum Angriff auf Tokio anschließt. Interpol, die währenddessen die Stürmung des Hauptquartiers zum Ziel haben, kommen zu spät und entgehen nur knapp der Selbstzerstörung der Basis, können jedoch die zurückgelassenen und eingesperrten Zwangsarbeiter befreien.
Für Tokio scheint jedoch keine Hoffnung zu bestehen, Mechagodzilla und der Titanosaurier zerstören erbarmungslos die Stadt und die Reparaturarbeiten des Super-Sonars dauern an. Godzilla stellt sich den beiden in den Weg und bekämpft sie. Godzilla kann dem Titanosaurier zusetzen, während Mechagodzilla sich wie geplant zurückhält. Erst als Godzilla den Titanosaurier zum finalen Angriff ansetzt, beschießt er Godzilla und der Titanosaurier kann das Blatt wenden. Godzilla steckt einige harte Treffer ein und bricht nach einem Angriff von Mechagodzillas Fingerraketen zusammen. Der Titanosaurier tritt ihn in ein Loch, was vom Roboter zugeschüttet wird. Um ihm den Rest zu geben, tretet der Titanosaurier unentwegt auf das Grab Godzillas.
In diesem Moment ist der Super-Sonar jedoch fertiggestellt, der an einen Hubschrauber montiert wird. Der Titanosaurier wird mit einem Empfangsmodul beschossen, der in seinem Nacken feststeckt. Die Ultraschallwellen lähmen ihn tatsächlich und bereiten ihm große Schmerzen zu. Gerade als Mechagodzilla den Hubschrauber abschießen will, bricht Godzilla aus seinem Grab aus und attackiert den Roboter, der ihn daraufhin wie im ersten Kampf mit allen zur Verfügung stehenden Waffen beschießt. Godzilla schafft es jedoch, sich zu Mechagodzilla durchzuschlagen und in einem Nahkampf zu verwickeln, wo dessen Waffen keine Wirkung haben.
Ichinose, der sich den ganzen Angriff über gefesselt im Anwesen verbrachte, kann sich derweil selbst befreien und Tsuda mithilfe des Stricks erdrosseln. Jedoch wird er von Katsura mit der Waffe bedroht, bis Murakoshi in die Zentrale eindringt und Katsura anschießt. Im darauffolgenden Schusswechsel mit Mugal wird auch ihr Vater tödlich getroffen. Godzilla kann indes Mechagodzillas Kopf abreißen, wo jedoch die Superstrahlenkanone zum Vorschein kommt, die Godzilla tatsächlich verletzen kann. Katsura, die währenddessen verletzt den Tod ihres Vaters miterlebt hat, wird von Ichinose beruhigt, der ihr daraufhin seine Liebe zu ihr gesteht. Gerührt davon kehrt ihre Menschlichkeit wieder zurück, jedoch verlangt sie von Ichinose sie zu töten, da sie das Kontrollgerät von Mechagodzilla in sich trägt und ihr Tod auch die Vernichtung von Mechagodzilla zur Folge hat. Da Ichinose dies aus Liebe ablehnt, greift sie zur Pistole und erschießt sich selbst.
Tatsächlich ist Mechagodzilla damit kampfunfähig und somit hat Godzilla keine Probleme mehr, den Roboter endgültig zu vernichten. Daraufhin wendet er sich dem Titanosaurier zu, der immer noch mit den Schallwellen zu kämpfen hat. Als Mugal und die restlichen Außerirdischen in ihren Raumschiffen zu fliehen versuchen, schießt Godzilla sie mit einem Hitzestrahl ab. Er gibt dem Titanosaurier den Rest, der daraufhin leblos ins Meer stürzt, die Menschen haben den Angriff abgewendet und gewinnen. Während Ichinose und Murakoshi den Tod Katsuras betrauern, kehrt Godzilla siegreich ins Meer zurück.

## Erstaufführungen
- Japan 15. März 1975
- Deutschland 22. August 1975

## Rezeption
Das Einspielergebnis betrug rund 14,1 Millionen US-Dollar.
Der Film bekam eine gemischte Bewertung. Bei der Webseite Rotten Tomatoes bewerteten die Kritiker den Film zu 43 Prozent positiv. Eine deutlich bessere Bewertung gab das Publikum den Film, so fanden 61 Prozent den Film gut.